# Aspremont (cançó de gesta)
Aspremont o la Chanson d'Aspremont és una cançó de gesta francesa de finals del segle xii i del cicle de Carlemany. Narra una expedició de Carlemany a Itàlia i constitueix també un relat de les enfances (infàncies) de Rotllà. Consta de més d'11.000 versos decasíl·labs, extensió considerable per una cançó de gesta. Es creu que s'hauria escrit a Sicília o Calàbria en els preparatius de la Tercera Croada.

## Argument
Carlemany rep la notícia que el rei sarraí Agolant ha desembarcat a Calàbria. Carlemany reuneix l'exèrcit (amb l'excepció de Girart d'Eufrate o de Fraite, que no obeeix la crida a host). Rotllà vol unir-se a l'exèrcit, però el deixen tancat a Aquisgrà, amb altres companys seus, ja que se'l considera massa jove per combatre. Carlemany es dirigeix a Aspremont (la serra d'Aspromonte, a Calàbria), però darrera seu viatja una segona expedició de francs amb Rotllà i els seus companys, que han aconseguit fugir d'Aquisgrà, i Girart d'Eufrate, que ha reconsiderat la seva decisió a instàncies de la seva dona.

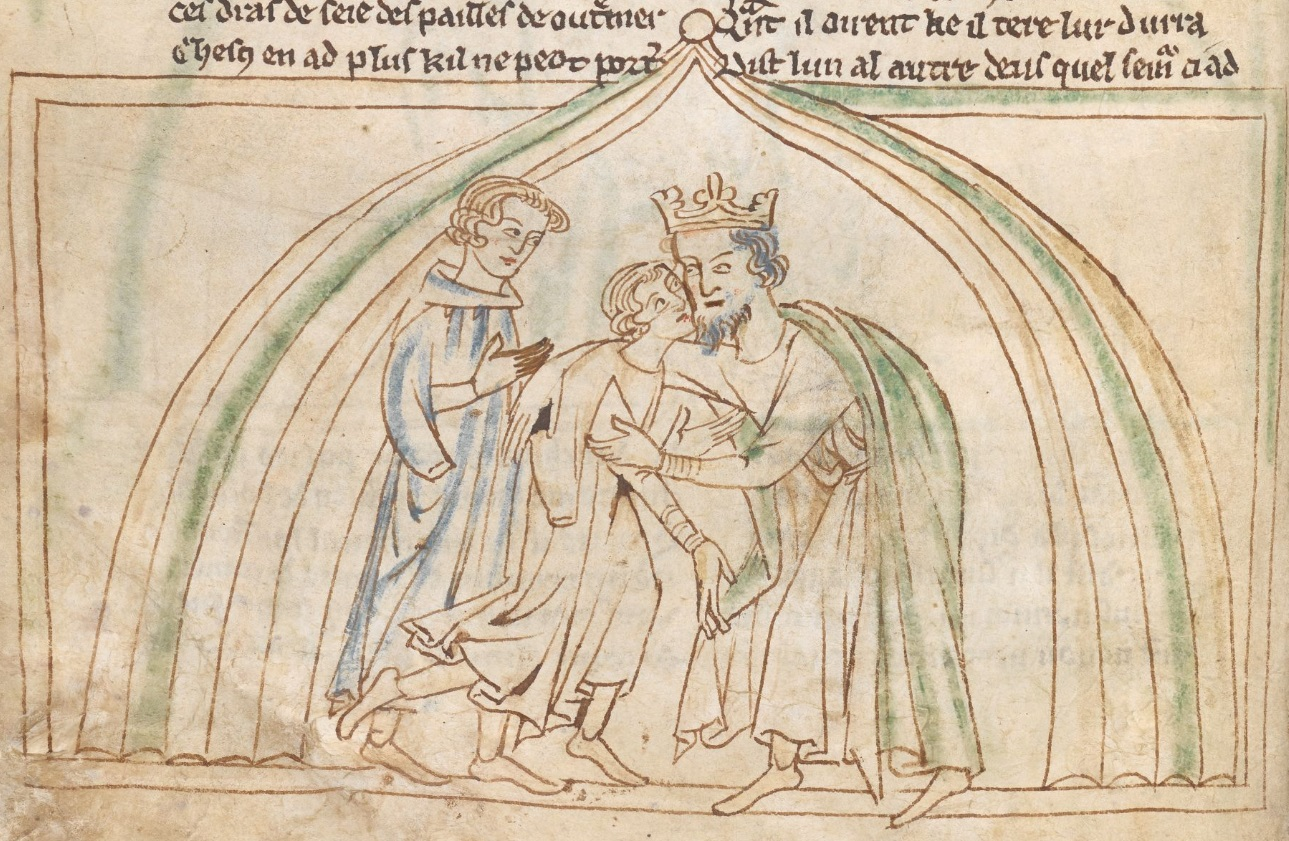
Carlemany i Roland en un manuscrit de la Chanson d'Aspremont (British Library, Lansdowne 782, fol. 22v)

Després d'unes missions prop dels sarraïns de Richier i Naimó, farcides d'elements novel·lescos i fantàstics (lluites amb grius, rapinyaires i altres animals), es produeix el combat amb els sarraïns. En un moment de perill pels cristians, apareixen Rotllà i els joves armats amb armes de fortuna (estris de cuina) i salven el combat. Rotllà obtindrà el seu cavall Viellantif i la seva espasa Durendal, després de matar el seu propietari, el sarraí Aumont. Carlemany venç la batalla i arma cavaller Rotllà.

## Posteritat
Aquesta cançó de gesta fou molt popular com ho demostren els 16 manuscrits francesos on es conserva. N'hi ha també una versió franco-italiana, conservada en sis manuscrits.
A partir d'aquestes versions Andrea da Barberino n'escrigué una altra titulada L'Aspromonte.